# Gemursa trimaculata
Gemursa trimaculata är en tvåvingeart som beskrevs av Barraclough 1992. Gemursa trimaculata ingår i släktet Gemursa och familjen parasitflugor. Inga underarter finns listade i Catalogue of Life.